# Užulėnis
Užulėnis − wieś na Litwie, w okręgu wileńskim, w rejonie wiłkomierskim, w gminie Towiany. W 2011 roku liczyła 68 mieszkańców.